# Künzelsauer Schubstockrad

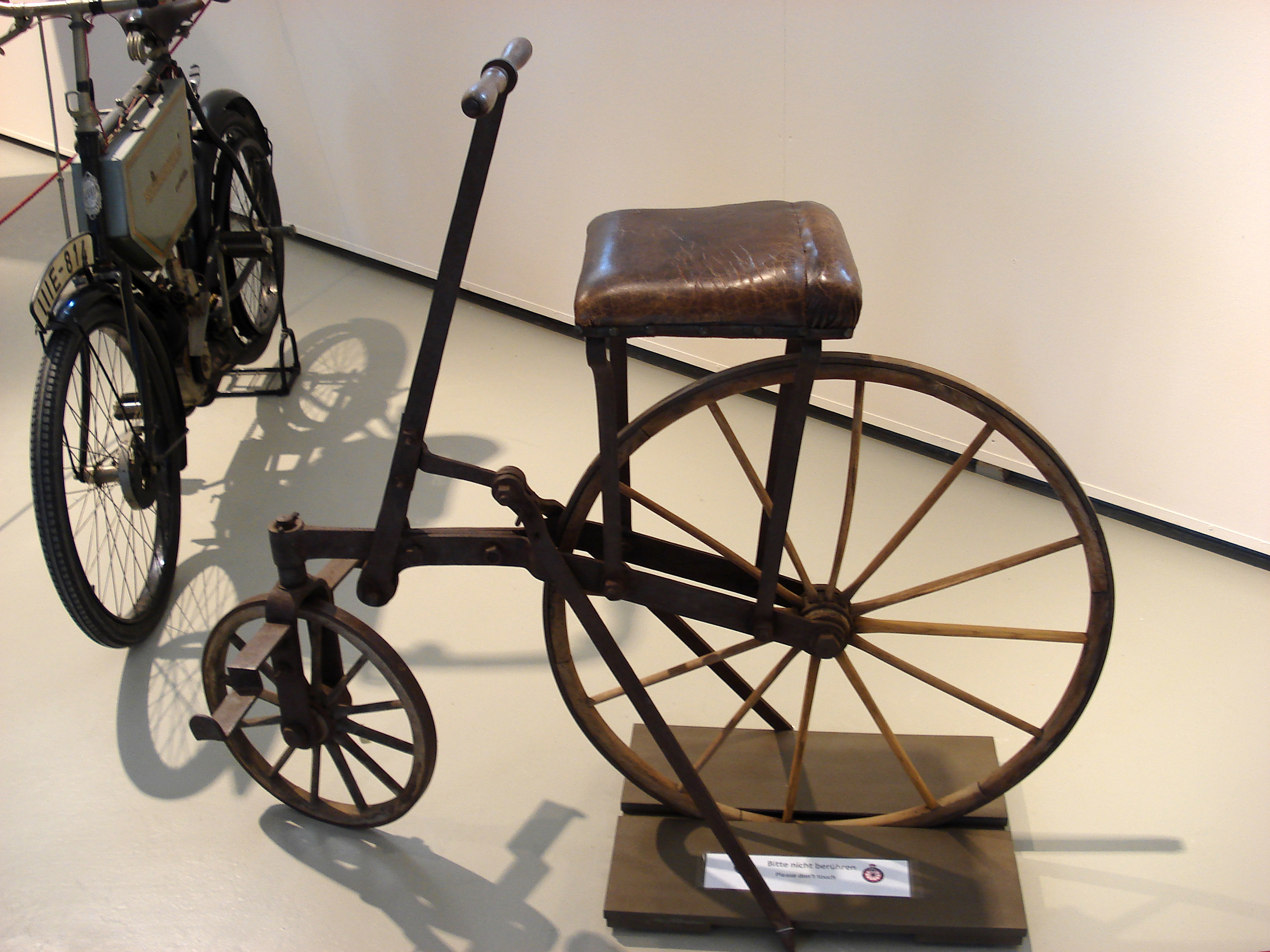
Das Künzelsauer Schubstockrad, Original als Leihgabe im Deutschen Automuseum Langenburg

Das Künzelsauer Schubstockrad ist ein einspuriges Zweirad mit mechanischem Antrieb, das um 1850 von dem Künzelsauer Schmied Heinrich Färber entworfen und gebaut wurde. Die Fahrmaschine mit ihrer ungewöhnlichen Antriebstechnik ist also mehr als ein Jahrzehnt vor der Erfindung des pedalgetriebenen Fahrrades entstanden und damit das älteste bekannte Veloziped, bei der die Füße dauerhaft vom Boden gelöst und nicht mehr zum Halten des Gleichgewichts benutzt wurden.

## Konstruktion
Der Antrieb des Schubstockrades erfolgt mit den Armen über einen langen Hebel, an dem zwei nach unten spitz zulaufende, eine zweizinkige Gabel bildende Schubstangen oder -stöcke befestigt sind. Beim Heranziehen des Antriebshebels zum Körper hin werden die Stangen gegen den Boden und nach hinten gedrückt und bewegen ihrerseits das Fahrzeug nach vorne. Um das Zweirad in Bewegung zu halten, ist ein schnelles Vor- und Zurückbewegen des Antriebshebels notwendig.
Gelenkt wird das Schubstockrad mit den Füßen über an der Vorderradaufhängung angebrachte Rasten.
Das im Original erhalten gebliebene Künzelsauer Schubstockrad besteht bis auf die – eisenbeschlagenen – hölzernen Räder, den Griff des Antriebshebels und den mit Rosshaar gepolsterten Ledersattel ganz aus Schmiedeeisen und wiegt dementsprechend fast 50 Kilogramm.
Es ist 120 cm hoch, 56 cm breit und 182 cm lang; der Durchmesser des vorderen Laufrades beträgt 42 und der des hinteren 80 cm.

## Hintergrund

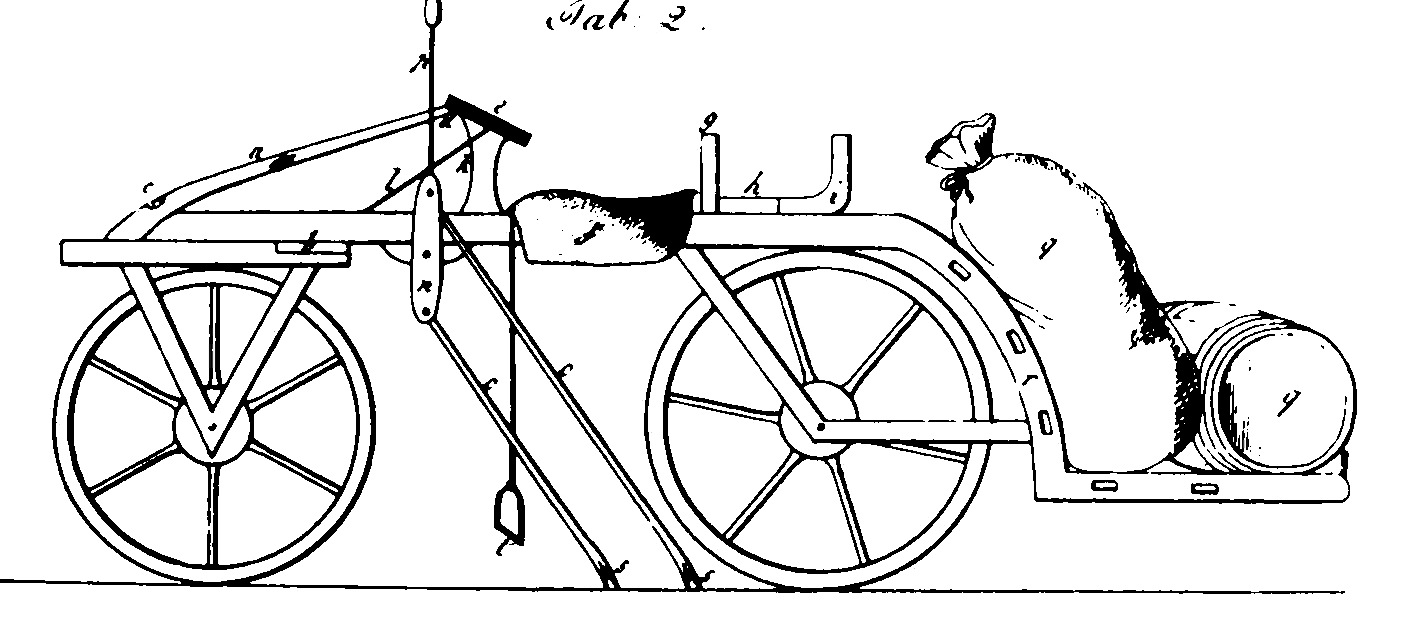
Das Bauersche Velociped

Die Antriebsmethode an sich war keine wirkliche Neuerung: wie der Kurbelantrieb, so war auch der Antrieb mit Schubstöcken oder „Jungnickelschen Hebeln“ für mehrspurige Fahrzeuge schon seit längerem bekannt.:S. 30 Johann Carl Bauer beispielsweise verwendete sie bei seinen 1817 veröffentlichten „Verbesserungsvorschlägen“ für die Fahrmaschine von Karl Drais. Es handelte sich bei diesem Bauerschen Veloziped aber um eine dreirädrige Fahrmaschine.
Bauer schrieb: „… dieser Wagen muß hinten mit zwei Rädern versehen seyn, um das Balanciren mit den Armen überflüssig zu machen.“
Ein Zweirad mit vom Boden gelösten Füßen zu balancieren war für Bauer ebenso unvorstellbar wie für die meisten seiner Zeitgenossen.
Auf der Weltausstellung in London 1851 stellte Willard Sawyer ein Vierrad für zwei Personen aus, wobei der hinten Sitzende mit den Händen Schubstöcke betätigte. In der Folge wurden vor allem in England und Schottland drei- und vierrädrige Fahrmaschinen konstruiert, die dann auch mit mechanischem Antrieb versehen wurden – sei es mittels Hebeln, Tretkurbel oder Schubstangen –, und die sich um 1860 in England großer Beliebtheit erfreuten.:S. 31
Das Künzelsauer Schubstockrad ist jedoch das erste Fahrzeug, das mechanischen Antrieb, einspurige Bauweise und Balancieren vereinte. Anstatt sich mit den Füßen vom Boden abzustoßen und auch abzustützen – wie bei der Laufmaschine von Karl Drais –, fuhr Heinrich Färber mit vom Boden gelösten Beinen. Die zur damaligen Zeit herrschende regelrechte „Furcht vor dem Balancieren“ (Hans-Erhard Lessing) hielt andere Konstrukteure lange von diesem Schritt oder auch nur dem Gedanken daran ab.:S. 15

## Rezeption
Laut der Lokalzeitung Kocher- & Jagstbote führte Färber sein „Véloziped“ im September 1859 oder 1869 bei einem „Landwirtschaftlichen Bezirksfest“ in Ingelfingen vor. Dabei riefen vor allem die „Leichtigkeit und Schnelligkeit, mit der man sich mit dieser kleinen Maschine fortbewegen“ konnte, Bewunderung hervor.
Das System war jedoch wenig praxistauglich und konnte sich nicht durchsetzen. Das Schubstockrad Heinrich Färbers blieb ohne weitere Auswirkungen für die Entwicklung des Fahrrades.

Fahrräder mit Hand(kurbel)antrieb werden heute nur für besondere Einsatzzwecke verwendet.

## Heutige Situation
Das Original befindet sich heute unter der Inventar-Nummer 1993/15 in der Städtischen Sammlung Künzelsau. Seit April 2012 wird es als Leihgabe im Deutschen Automuseum in Langenburg ausgestellt.
Im Jahr 2004 entstand zudem ein weitgehend originalgetreuer Nachbau.